# Canon de Morgan
Le canon de Morgan est un principe de rigueur scientifique énoncé par Lloyd Morgan en 1894 :

« Nous ne devons en aucun cas interpréter une action animale comme relevant de l'exercice de facultés de haut niveau, si celle-ci peut être interprétée comme relevant de l'exercice de facultés de niveau inférieur,. »

Il concerne l'analyse comportementale animale et s'oppose au principe de charité qui s'applique aux humains. Le canon de Morgan est un principe de rigueur scientifique qui permet surtout d'éviter un biais d'anthropomorphisme. En effet, si le canon de Morgan n'est pas appliqué, un humain qui observe un comportement animal pourrait facilement attribuer une intention humaine à son action, ce qui fausserait son jugement.
Par extension, en lien avec la notion sophistique d'appel à la nature, le canon de Morgan implique qu'il n'est pas pertinent de fonder une morale des sociétés humaines sur l'appel à l'authenticité et au bon sens d'un fonctionnement naturel, d'un comportement animal. Par exemple, avancer que l'homosexualité, l'égalité des sexes ou tel régime alimentaire est "contre nature" ou bien au contraire "normal" chez tout ou partie des espèces et individus animaux non humains (dont les comportements peuvent diverger) ne peut constituer un argument valide dans un débat.

### Traductions de
1. ↑  (en) « In no case is an animal activity to be interpreted in terms of higher psychological processes, if it can be fairly interpreted in terms of processes which stand lower in the scale of psychological evolution and development. »